# Ostrowąs (gromada)
Ostrowąs – dawna gromada, czyli najmniejsza jednostka podziału terytorialnego Polskiej Rzeczypospolitej Ludowej w latach 1954–1972.
Gromady, z gromadzkimi radami narodowymi (GRN) jako organami władzy najniższego stopnia na wsi, funkcjonowały od reformy reorganizującej administrację wiejską przeprowadzonej jesienią 1954 do momentu ich zniesienia z dniem 1 stycznia 1973, tym samym wypierając organizację gminną w latach 1954–1972.
Gromadę Ostrowąs z siedzibą GRN w Ostrowąsie utworzono – jako jedną z 8759 gromad na obszarze Polski – w powiecie aleksandrowskim w woj. bydgoskim, na mocy uchwały nr 24/1 WRN w Bydgoszczy z dnia 5 października 1954. W skład jednostki weszły obszary dotychczasowych gromad Ostrowąs, Brzeźno i Słomkowo ze zniesionej gminy Koneck oraz obszar dotychczasowej gromady Plebanka ze zniesionej gminy Służewo w tymże powiecie. Dla gromady ustalono 19 członków gromadzkiej rady narodowej.
31 grudnia 1959 z gromady Ostrowąs wyłączono wieś Brzeźno, włączając ją do gromady Koneck w tymże powiecie, po czym gromadę Ostrowąs zniesiono, włączając jej (pozostały) obszar do nowo utworzonej gromady Ośno w tymże powiecie.